# Ауалі-Шеура
Ауа́лі-Шеура́ — дрібний скелястий острів в Червоному морі в архіпелазі Дахлак, належить Еритреї, адміністративно відноситься до району Дахлак регіону Семіен-Кей-Бахрі.

## Географія
Розташований за 17 км на північний схід від острова Гад-Ху та за 25 км на північний захід від острова Ісра-Ту. Має округлу форму діаметром 485 м. Острів облямований кораловими рифами.